# Erica ampullacea
Erica ampullacea är en ljungväxtart som beskrevs av Curt. Erica ampullacea ingår i släktet klockljungssläktet, och familjen ljungväxter. Utöver nominatformen finns också underarten E. a. obbata.